# Minister za zunanje zadeve (Madžarska)
Minister za zunanje zadeve Madžarske (madžarsko Magyarország külügyminisztere) je član madžarske vlade in vodja ministrstva za zunanje zadeve. Sedanji zunanji minister je Péter Szijjártó .
Funkcija se je v času Madžarske sovjetske republike imenovala Ljudski komisar za zunanje zadeve (madžarsko külügyi népbiztos) in med letoma 1848 rwe 1918 minister poleg kralja (madžarsko a király személye körüli miniszter). Izjema je bila le leta 1849, ko je Madžarska razglasila neodvisnost od Avstrijskega cesarstva. V času Avstro-Ogrske monarhije (1867–1918) sta državi imeli tudi skupnega zunanjega ministra.

## Seznam ministrov

### Madžarska republika /Madžarska(1989–danes)
Stranke  MSZP  Fidesz  MDF  neodvisen
| #   | Portret            | Ime                              | Začetek mandata    | Konec mandata           | Stranka       | Predsednik vlade         |
| --- | ------------------ | -------------------------------- | ------------------ | ----------------------- | ------------- | ------------------------ |
| -   |                    | Gyula Horn (1932–2013) začasni   | 23. oktober 1989   | 23. maj 1990            | MSZP          | Németh MSZP              |
| 1.  |                    | Géza Jeszenszky (1941– )         | 23. maj 1990       | 21. december 1993       | MDF           | Antall MDF–FKGP–KDNP     |
| 1.  | 21. december 1993  | Géza Jeszenszky (1941– )         | 15. julij 1994     | Boross MDF–EKGP–KDNP    | MDF           |                          |
| 2.  |                    | László Kovács (1939– ) 1st term  | 15. julij 1994     | 8. julij 1998           | MSZP          | Horn MSZP–SZDSZ          |
| 3.  |                    | János Martonyi (1944– ) 1st term | 8. julij 1998      | 27. maj 2002            | neodvisen     | Orbán I. Fidesz–FKGP–MDF |
| (2) |                    | László Kovács (1939– ) 2nd term  | 27. maj 2002       | 29. september 2004      | MSZP          | Medgyessy MSZP–SZDSZ     |
| (2) | 29. september 2004 | László Kovács (1939– ) 2nd term  | 1. november 2004   | Gyurcsány I. MSZP–SZDSZ | MSZP          |                          |
| 4.  |                    | Ferenc Somogyi (1945– )          | 1. november 2004   | Gyurcsány I. MSZP–SZDSZ | 9. junij 2006 | neodvisen                |
| 5.  |                    | Kinga Göncz (1947– )             | 9. junij 2006      | 14. april 2009          | neodvisen     | Gyurcsány II. MSZP–SZDSZ |
| 6.  |                    | Péter Balázs (1941– )            | 14. april 2009     | 29. maj 2010            | neodvisen     | Bajnai MSZP              |
| (3) |                    | János Martonyi (1944– ) 2nd term | 29. maj 2010       | 6. junij 2014           | Fidesz        | Orbán II. Fidesz–KDNP    |
| 7.  |                    | Tibor Navracsics (1966– )        | 6. junij 2014      | 23. september 2014      | Fidesz        | Orbán III. Fidesz–KDNP   |
| 8.  |                    | Péter Szijjártó (1978– )         | 23. september 2014 | 18. maj 2018            | Fidesz        | Orbán III. Fidesz–KDNP   |
| 8.  | 18. maj 2018       | Péter Szijjártó (1978– )         |                    | Orbán IV. Fidesz–KDNP   | Fidesz        |                          |